# 3-нітрофенол
3-ні́трофено́л (мета-нітрофенол) ― органічна сполука з класу нітрофенолів. За стандартних умов є жовтуватою твердою речовиною з фенольним запахом.

## Отримання
Отримують діазотуванням 3-нітроаніліну з подальшим гідролізом у киплячій розведеній сульфатній кислоті. Вихід реакції ― 90%.

## Застосування
Застосовується для отримання 3-амінофенолу.